# Trophée Del-Wilson
Le trophée Del-Wilson (en anglais : Del Wilson Trophy) est un trophée de hockey sur glace remis annuellement depuis 1966 au joueur de la Ligue de hockey de l'Ouest considéré comme le meilleur à la position de gardien de but.
Le trophée fut nommé en l'honneur de Del Wilson qui fut gardien de buts pour les Pats de Regina au cours des années 1940 et qui fut le directeur général de l'équipe lorsque ces derniers remportèrent la coupe Memorial en 1974.

## Gagnant du trophée
| Saison    | Récipiendaire    | Équipe                    |
| --------- | ---------------- | ------------------------- |
| 1966-1967 | Ken Brown        | Canucks de Moose Jaw      |
| 1967-1968 | Chris Worthy     | Bombers de Flin Flon      |
| 1968-1969 | Ray Martyniuk    | Bombers de Flin Flon      |
| 1969-1970 | Ray Martyniuk    | Bombers de Flin Flon      |
| 1970-1971 | Ed Dyck          | Centennials de Calgary    |
| 1971-1972 | John Davidson    | Centennials de Calgary    |
| 1972-1973 | Ed Humphreys     | Blades de Saskatoon       |
| 1973-1974 | Garth Malarchuk  | Centennials de Calgary    |
| 1974-1975 | Bill Oleschuk    | Blades de Saskatoon       |
| 1975-1976 | Carey Walker     | Bruins de New Westminster |
| 1976-1977 | Glen Hanlon      | Wheat Kings de Brandon    |
| 1977-1978 | Bart Hunter      | Winter Hawks de Portland  |
| 1978-1979 | Rick Knickle     | Wheat Kings de Brandon    |
| 1979-1980 | Kevin Eastman    | Cougars de Victoria       |
| 1980-1981 | Grant Fuhr       | Cougars de Victoria       |
| 1981-1982 | Mike Vernon      | Wranglers de Calgary      |
| 1982-1983 | Mike Vernon      | Wranglers de Calgary      |
| 1983-1984 | Ken Wregget      | Hurricanes de Lethbridge  |
| 1984-1985 | Troy Gamble      | Tigers de Medicine Hat    |
| 1985-1986 | Mark Fitzpatrick | Tigers de Medicine Hat    |
| 1986-1987 | Ouest: Dean Cook | Blazers de Kamloops       |
| 1986-1987 | Est: Kenton Rein | Raiders de Prince Albert  |
| 1987-1988 | Troy Gamble      | Chiefs de Spokane         |
| 1988-1989 | Danny Lorenz     | Thunderbirds de Seattle   |
| 1989-1990 | Trevor Kidd      | Wheat Kings de Brandon    |
| 1990-1991 | Jamie McLennan   | Hurricanes de Lethbridge  |
| 1991-1992 | Corey Hirsch     | Blazers de Kamloops       |
| 1992-1993 | Trevor Robins    | Wheat Kings de Brandon    |
| 1993-1994 | Norm Maracle     | Blades de Saskatoon       |
| 1994-1995 | Paxton Schafer   | Tigers de Medicine Hat    |
| 1995-1996 | David Lemanowicz | Chiefs de Spokane         |
| 1996-1997 | Brian Boucher    | Americans de Tri-City     |
| 1997-1998 | Brent Belecki    | Winter Hawks de Portland  |
| 1998-1999 | Cody Rudkowsky   | Thunderbirds de Seattle   |
| 1999-2000 | Bryce Wandler    | Broncos de Swift Current  |
| 2000-2001 | Dan Blackburn    | Ice de Kootenay           |
| 2001-2002 | Cam Ward         | Rebels de Red Deer        |
| 2002-2003 | Josh Harding     | Pats de Regina            |
| 2003-2004 | Cam Ward         | Rebels de Red Deer        |
| 2004-2005 | Jeff Glass       | Ice de Kootenay           |
| 2005-2006 | Justin Pogge     | Hitmen de Calgary         |
| 2006-2007 | Carey Price      | Americans de Tri-City     |
| 2007-2008 | Chet Pickard     | Americans de Tri-City     |
| 2008-2009 | Chet Pickard     | Americans de Tri-City     |
| 2009-2010 | Martin Jones     | Hitmen de Calgary         |
| 2010-2011 | Darcy Kuemper    | Rebels de Red Deer        |
| 2011-2012 | Tyler Bunz       | Tigers de Medicine Hat    |
| 2012-2013 | Patrik Bartosak  | Rebels de Red Deer        |
| 2013-2014 | Jordon Cooke     | Rockets de Kelowna        |
| 2014-2015 | Taran Kozun      | Thunderbirds de Seattle   |
| 2015-2016 | Carter Hart      | Silvertips d'Everett      |
| 2016-2017 | Carter Hart      | Silvertips d'Everett      |
| 2017-2018 | Carter Hart      | Silvertips d'Everett      |
| 2018-2019 | Ian Scott        | Raiders de Prince Albert  |
| 2019-2020 | Dustin Wolf      | Silvertips d'Everett      |
| 2020-2021 | Dustin Wolf      | Silvertips d'Everett      |
| 2021-2022 | Dylan Garand     | Blazers de Kamloops       |
| 2022-2023 | Thomas Milic     | Thunderbirds de Seattle   |
| 2023-2024 | Brett Mirwald    | Giants de Vancouver       |
| 2024-2025 | Max Hildebrand   | Raiders de Prince Albert  |